# Bulbophyllum lakatoense
Bulbophyllum lakatoense är en orkidéart som beskrevs av Jean Marie Bosser. Bulbophyllum lakatoense ingår i släktet Bulbophyllum och familjen orkidéer. Inga underarter finns listade i Catalogue of Life.